# Johann Wilhelm Widmann (Mediziner, 1690)
Johann Wilhelm Widmann, auch: Johann Wilhelm Widmann d. Ä. (* 2. Februar 1690 in Nürnberg; † 16. Juni 1743) war Oberphysicus in Nürnberg und Mitglied der Gelehrtenakademie Leopoldina.

## Leben
Johann Wilhelm Widmann wurde 1712 an der Universität Altdorf mit der Arbeit „De Tonsillis“ promoviert. Er avancierte als Oberphysicus der freien Reichsstadt Nürnberg zum Mitglied der Leopoldina.
Johann Wilhelm Widmann war verheiratet mit Anna Magdalen Widmaennin, geborene Engelmann. Der Sohn des Ehepaares war Joachim Wilhelm Widmann, der ebenfalls Mitglied der Leopoldina wurde.
Am 16. Juni 1717 wurde Johann Wilhelm Widmann mit dem akademischen Beinamen DIEUCHES I. als Mitglied (Matrikel-Nr. 329) in die Leopoldina aufgenommen.

## Veröffentlichungen
- De Tonsillis (1712): Digitalisat
- Brief an Lorenz Heister (1713): Digitalisat
- Brief an Christoph Jacob Trew (1738): Digitalisat